# Еко (Орегон)
Еко (енгл. Echo) град је у америчкој савезној држави Орегон.

## Демографија
По попису из 2010. године број становника је 699, што је 49 (7,5%) становника више него 2000. године.
| Група             | 2000.       | 2010.       |
| Белци             | 573 (88,2%) | 594 (85,0%) |
| Афроамериканци    | 1 (0,2%)    | 0 (0,0%)    |
| Азијати           | 2 (0,3%)    | 0 (0,0%)    |
| Хиспаноамериканци | 53 (8,2%)   | 87 (12,4%)  |
| Укупно            | 650         | 699         |